# Georges Matheron
Georges François Paul Marie Matheron (2 de dezembro de 1930 — 7 de agosto de 2000) foi um matemático e geólogo francês. É conhecido como fundador da geoestatística e cofundador (com Jean Serra) da morfologia matemática. Em 1968 criou o Centre de Géostatistique et de Morphologie Mathématique na Mines ParisTech em Fontainebleau. É conhecido por suas contribuições sobre krigagem e morfologia matemática. O seu trabalho seminal está postado para estudo e revisão na biblioteca online do Centre de Géostatistique, Fontainebleau, França.

## Obras
- Traité de géostatistique appliquée, Editions Technip, França, 1962–63, no qual Matheron apresenta as ferramentas fundamentais da geoestatística linear: variografia, variâncias de estimação e dispersão, e krigagem.
- A sua tese de doutoramento: Les variables régionalisées et leur estimation: une application de la théorie des fonctions aléatoires aux sciences de la nature, publicada em 1965 (ed. Masson, Paris).
- Elements pour une théorie des milieux poreux, Masson, Paris, 1967, que inclui o seu trabalho em hidrodinâmica.
- The theory of regionalised variables and its applications, 1971, livro de geoestatística de 1971.
- Random sets and integral geometry, John Wiley & Sons, 1975, ISBN 978-0-471-57621-1, com a sua contribuição para conjuntos aleatórios.
- Estimating and Choosing: An Essay on Probability in Practice, Springer, 1989, ISBN 978-0-387-50087-4, nova referência do seu livro de geoestatística.